# نالورفین
نالورفین (انگلیسی: Nalorphine) نوعی داروی آگونیست-آنتاگونیست اپیوئیدی است که به دلیل عوارض جانبی دیگر استفاده نمی‌شود. 